# Campeonato Paulista de Futebol de 1971
O Campeonato Paulista de Futebol de 1971 foi a 31.ª edição do campeonato organizado pela Federação Paulista de Futebol. Teve o São Paulo como campeão e César Maluco, do Palmeiras, como artilheiro, com dezoito gols.

## Regulamento
Igual ao do ano anterior:
Primeira fase: Dos dezessete times da Primeira Divisão, os seis que disputaram o Robertão de 1970 só entraram na segunda fase. Os demais onze clubes jogaram entre si em turno e returno, com pontos corridos, em uma fase que ficou conhecida como "Paulistinha". Os seis primeiros colocados do Paulistinha classificaram-se para a segunda fase.
Segunda fase: Os seis classificados do Paulistinha se juntaram aos seis times automaticamente classificados à segunda fase, disputando um torneio em pontos corridos, com turno e returno. A equipe com mais pontos ao fim dos turnos sagrou-se campeã. Havendo empate na primeira posição em número de pontos, haveria um jogo-desempate.
Rebaixamento: Assim como no ano anterior, não houve rebaixamento dos últimos colocados à Segunda Divisão.

## Disputa do título
Os cinco maiores times do estado, Corinthians, Palmeiras, Portuguesa, Santos e São Paulo destacaram-se na disputa pelo título a partir do segundo turno.
O São Paulo de Gérson, Pedro Rocha e Pablo Forlán, defensor do título, tinha o melhor time do estado no momento (tanto que acabaria vice-campeão brasileiro na temporada) e, com uma campanha mais regular, manteve a liderança na metade final do returno. No entanto, os outros quatro grandes do estado mantiveram-se na perseguição, que ficou mais emocionante com a vitória do Corinthians de Rivelino sobre o líder nas últimas rodadas.
Porém, na sequência, o Santos de Pelé, Carlos Alberto Torres e Clodoaldo, que precisaria vencer todos os seus quatro jogos e torcer para que o São Paulo não pontuasse mais, apenas empatou com a Portuguesa e foi eliminado da disputa. Em seu antepenúltimo jogo, o São Paulo foi até Jundiaí e venceu o Paulista por 3 a 2, eliminando Corinthians e Portuguesa da disputa.
Restara apenas o Palmeiras de Ademir da Guia, Leão e Luís Pereira, com 28 pontos, podendo chegar a 36, contra o líder São Paulo, com 30 pontos, podendo chegar também a 36, sendo que ambos iriam se enfrentar justamente na última rodada. O Corinthians ainda atrapalhou o Palmeiras, ao segurar um empate prejudicial ao arqui-inimigo. Na sequência, o Palmeiras venceu o São Bento e a Ferroviária, chegando a 33 pontos, enquanto o São Paulo derrotava a Portuguesa, chegando ao jogo final contra o Palmeiras com um ponto a mais e precisando de um empate para sagrar-se campeão.
A decisão foi marcada pela polêmica. O São Paulo fez 1 a 0 com Toninho Guerreiro, e o Palmeiras precisaria virar o jogo. No segundo tempo, Leivinha empatou, mas o juiz Armando Marques anulou o gol legítimo, alegando toque de mão. Porém, mesmo o empate seria insuficiente ao Palmeiras, e o São Paulo sagrou-se bicampeão paulista.

## Campanha do Campeão
Primeiro turno
- 28 de fevereiro: São Paulo 3–1 Juventus
- 7 de março: Portuguesa de Desportos 3–2 São Paulo
- 12 de março: São Paulo 4–2 Paulista
- 21 de março: São Paulo 2–1 Palmeiras
- 28 de março: Ferroviária 1–2 São Paulo
- 31 de março: São Paulo 1–0 Ponte Preta
- 4 de abril: Corinthians 1–1 São Paulo
- 10 de abril: São Bento (Sorocaba) 1–3 São Paulo
- 17 de abril: São Paulo 1–0 Botafogo (Ribeirão Preto)
- 21 de abril: Santos 1–0 São Paulo
- 25 de abril: Guarani 0–1 São Paulo

Segundo turno
- 1 de maio: Juventus 0–1 São Paulo
- 8 de maio: São Paulo 2–0 Guarani
- 16 de maio: São Paulo 0–0 Santos
- 23 de maio: Botafogo (Ribeirão Preto) 1–2 São Paulo
- 26 de maio: São Paulo 3–0 São Bento (Sorocaba)
- 30 de maio: Ponte Preta 0–1 São Paulo
- 2 de junho: São Paulo 2–1 Ferroviária
- 6 de junho: Corinthians 1–0 São Paulo
- 12 de junho: Paulista 2–3 São Paulo
- 19 de junho: São Paulo 4–1 Portuguesa de Desportos
- 27 de junho: Palmeiras 0–1 São Paulo

## Jogo do título
| 27 de junho de 1971 | Palmeiras | 0–1           | São Paulo                   | Morumbi, São Paulo, SP                                                                              |
| 16 horas Histórico  |           | Ficha técnica | Toninho Guerreiro 5' do 1.º | Público: 103 887 (115 435 presentes) Renda: Cr$ 913 196 (recorde na época) Árbitro: Armando Marques |

- Palmeiras: Leão; Eurico, Luís Pereira, Minuca e Dé; Dudu e Ademir da Guia; Edu, Leivinha, César Maluco e Pio (Fedato). Técnico: Mário Travaglini.
- São Paulo: Sérgio; Pablo Forlán, Jurandir, Arlindo e Gilberto Sorriso; Édson Cegonha, Gérson e Pedro Rocha (Carlos Alberto); Terto, Toninho Guerreiro e Paraná. Técnico: Osvaldo Brandão.
- Ocorrência: Fedato e Eurico foram expulsos aos 44 minutos do segundo tempo

| Campeão Paulista de 1971 |
| ------------------------ |
| SÃO PAULO (10º título)   |

## Classificação Final
| Grupo A |             |    |    |    |   |    |    |    |     |
| Pos.    | Time        | PG | J  | V  | E | D  | GP | GC | SG  |
| 1       | São Paulo   | 36 | 22 | 17 | 2 | 3  | 39 | 17 | 22  |
| 2       | Palmeiras   | 33 | 22 | 15 | 3 | 4  | 55 | 22 | 33  |
| 3       | Corinthians | 28 | 22 | 10 | 8 | 4  | 36 | 21 | 15  |
| 4       | Santos      | 28 | 22 | 10 | 8 | 4  | 29 | 23 | 6   |
| 5       | Portuguesa  | 28 | 22 | 12 | 4 | 6  | 40 | 28 | 12  |
| 6       | Ponte Preta | 22 | 22 | 9  | 4 | 9  | 22 | 19 | 3   |
| 7       | Ferroviária | 22 | 22 | 7  | 8 | 7  | 31 | 29 | 2   |
| 8       | Guarani     | 19 | 22 | 5  | 9 | 8  | 22 | 29 | -7  |
| 9       | Juventus-SP | 16 | 22 | 6  | 4 | 12 | 21 | 36 | -15 |
| 10      | Botafogo-SP | 13 | 22 | 3  | 7 | 12 | 19 | 38 | -19 |
| 11      | Paulista    | 11 | 22 | 3  | 5 | 14 | 19 | 37 | -18 |
| 12      | São Bento   | 8  | 22 | 2  | 4 | 16 | 14 | 48 | -34 |